# ACTORS
『ACTORS』（アクターズ）は、2014年からEXIT TUNESにより発売されている、男性声優がVOCALOID曲を歌唱するCDシリーズ。
その世界観を踏まえたテレビ・アニメも制作されており、巨大都市学園群スライヴセントラルにある私立天翔学園を舞台に、生徒の日常や青春が描かれる。

## 登場人物

### 無所属
アニメから新規追加されたキャラクター。
音之宮 朔（おとのみや さく）
声 - 梶原岳人
1年B組。天翔学園に転入した天才シンガーだが、人と関わることを苦手としている。姉が病気で入院しており、生活費と姉の入院費を稼ぐ為アルバイトをしている。
神樂 蒼介（かぐら そうすけ）
声 - 浦田わたる
1年B組。「うたすけ」名義でボカロPとして活動しており、作曲を担当している。
往田 詩（おうた うた）
声 - 保住有哉
1年C組。楽曲制作を行っており、作詞を手掛けている。

### 歌唱部
鑑香 水月（あきか みつき）
声 - 野島健児
3年C組。
五月女 燎（さおとめ りょう）
声 - 坪井智浩
3年B組。
葛野大路 颯馬（かどのおおじ さつま）
声 - 置鮎龍太郎
2年C組。
光司 陽太（みつつか ひなた）
声 - 保志総一朗
2年C組。
東本 桂士（はるもと けいし）
声 - 杉山紀彰
3年通信修学。

### 考古学部
丸目 千熊（まるめ ちぐま）
声 - 木村昴
3年B組。
円城寺 三毛（えんじょうじ みけ）
声 - 小野友樹
2年A組。
秋月 甲斐（あきづき かい）
声 - 江口拓也
1年B組。

### 美化推進部
一乗谷 羚（いちじょうだに れい）
声 - 緑川光
3年A組。
飯盛 駆（いいもり かける）
声 - 浅沼晋太郎
2年B組。
七尾 士狼（ななお しろう）
声 - 柿原徹也
2年B組。
五本松 大（ごほんまつ まさる）
声 - 濱野大輝
1年A組。
霧山 一（きりやま はじめ）
声 - 梅原裕一郎
1年A組。
二条 佑斗（にじょう ゆうと）
声 - 古川慎
1年B組。
宇和島 麒平（うわじま きっぺい）
声 - 森嶋秀太
1年B組。

### 水泳部
清洲 鷹翌（きよす たかと）
声 - 鳥海浩輔
3年D組。
花隈 竜之介（はなくま りゅうのすけ）
声 - 小野賢章
3年A組。
魚津 鯆澄（うおづ ほずみ）
声 - KENN
2年B組。
高天神 一兎（たかてんじん いっと）
声 - 逢坂良太
1年B組。

### 日本文化研究部
麻布 汐（あざぶ うしお）
声 - 豊永利行
3年A組。
鳴子 郁（なるご かおる）
声 - 佐藤拓也
2年D組。
志戸 穂（しど みのり）
声 - 高橋直純
1年C組。

### 放送部
芦原 倖乎（あしはら こうや）
声 - 蒼井翔太
2年A組。
湯山 靖隼（ゆやま せいじゅん）
声 - 増田俊樹
2年D組。

### 剣道部
麻布 汐（あざぶ うしお）
二条 佑斗（にじょう ゆうと）
新木 完（あらき たもつ）
声 - 佐藤祐吾
1年A組。

### 帰宅部
宇和島 麒平（うわじま きっぺい）
二条 佐斗流（にじょう さとる）
声 - ランズベリー・アーサー
1年C組。
柴島 犾（くにしま ぎん）
声 - 石谷春貴
1年C組。

### 教師
臼杵 鷲帆（うすき わしほ）
声 - 竹内良太
2年A組担任。考古学部顧問。
小田原 牧（おだわら つかさ）
声 - 速水奨
2年C組担任。水泳部顧問。
長野 影虎（ちょうの かげとら）
声 - 堀川りょう
1年B組担任。日本文化研究部顧問。

### 親族・家族
音之宮 望（おとのみや のぞみ）
声 - 石川由依
朔の姉。
光司 陽菜（みつつか はるな）
声 - 楠木ともり
陽太の妹。
光司 菜々子（みつつか ななこ）
声 - 三宅麻理恵
陽太の母。

## CD

### アルバムシリーズ
| 発売日        | タイトル                    | 出演キャラクター | 規格品番 | 規格品番 |
| 発売日        | タイトル                    | 出演キャラクター | 限定盤   | 通常盤   |
| ------------- | --------------------------- | --- | -------- | -------- |
| 2014年3月19日 | EXIT TUNES PRESENTS ACTORS  | 鑑香水月 秋月甲斐 臼杵鷲帆 円城寺三毛 葛野大路颯馬 五月女燎 丸目千熊 光司陽太                                                                                   |          | QWCE-328 |
| 2014年9月17日 | EXIT TUNES PRESENTS ACTORS2 | 飯盛駆 一乗谷羚 魚津鯆澄 小田原牧 清洲鷹翌 高天神一兎 七尾士狼 花隈竜之介                                                                                       | QWCE-369 |          |
| 2015年3月18日 | EXIT TUNES PRESENTS ACTORS3 | 鑑香水月 秋月甲斐 麻布汐 芦原倖乎 臼杵鷲帆 円城寺三毛 志戸穂 長野影虎 鳴子郁 丸目千熊 湯山靖隼                                                                  | QWCE-444 | QWCE-445 |
| 2015年12月2日 | EXIT TUNES PRESENTS ACTORS4 | 鑑香水月 秋月甲斐 飯盛駆 一乗谷羚 臼杵鷲帆 円城寺三毛 清洲鷹翌 霧山一 五本松大 七尾士狼（通常盤） 東本桂士 丸目千熊（通常盤） 光司陽太                          | QWCE-516 | QWCE-517 |
| 2016年6月5日  | EXIT TUNES PRESENTS ACTORS5 | 高天神一兎 魚津鯆澄 丸目千熊 志戸穂 臼杵鷲帆 小田原牧 葛野大路颯馬 五月女燎 芦原倖乎 鑑香水月（通常盤）                                                         | QWCE-588 | QWCE-589 |
| 2017年2月1日  | EXIT TUNES PRESENTS ACTORS6 | 霧山一 五本松大 新木完 二条佑斗 宇和島麒平 二条佐斗流 柴島犾 麻布汐（限定盤） 鳴子郁（限定盤）                                                                  | QWCE-616 | QWCE-617 |
| 2019年10月2日 | EXIT TUNES PRESENTS ACTORS7 | 鑑香水月 五月女燎 葛野大路颯馬 光司陽太 東本桂士 円城寺三毛 丸目千熊 秋月甲斐 臼杵鷲帆 音之宮朔（ドラマパート） 神樂蒼介（ドラマパート） 往田詩（ドラマパート） | QWCE-755 | QWCE-756 |

### Extra Edition
| 発売日        | タイトル                      | 出演キャラクター                                                                | 規格品番 |
| ------------- | ----------------------------- | ------------------------------------------------------------------------------- | -------- |
| 2014年10月1日 | ACTORS - Extra Edition 1 -    | 秋月甲斐 円城寺三毛 丸目千熊                                                    | QWCE-385 |
| 2014年11月5日 | ACTORS - Extra Edition 2 -    | 鑑香水月 葛野大路颯馬 五月女燎                                                  | QWCE-390 |
| 2014年12月3日 | ACTORS - Extra Edition 3 -    | 臼杵鷲帆 小田原牧 光司陽太                                                      | QWCE-399 |
| 2015年1月7日  | ACTORS - Extra Edition 4 -    | 飯盛駆 一乗谷羚 七尾士狼                                                        | QWCE-408 |
| 2015年2月4日  | ACTORS - Extra Edition 5 -    | 魚津鯆澄 清洲鷹翌 高天神一兎 花隈竜之介                                         | QWCE-409 |
| 2016年3月16日 | ACTORS - Extra Edition - BEST | Extra Edition 1〜5の出演者                                                      | QWCE-409 |
| 2016年8月17日 | ACTORS - Extra Edition 6 -    | 麻布汐 鳴子郁 志戸穂 長野影虎                                                   | QWCE-596 |
| 2016年9月21日 | ACTORS - Extra Edition 7 -    | 芦原倖乎 湯山靖隼                                                               | QWCE-597 |
| 2019年8月21日 | ACTORS - Extra Edition 8 -    | 二条佐斗流 柴島犾 宇和島麒平 神樂蒼介（ドラマパート） 往田詩（ドラマパート）    | QWCE-751 |
| 2019年9月4日  | ACTORS - Extra Edition 9 -    | 霧山一 五本松大 二条佑斗 新木完 神樂蒼介（ドラマパート） 往田詩（ドラマパート） | QWCE-752 |

### アナザーシリーズ
| 発売日         | タイトル                          | 出演キャラクター | 規格品番                              |
| -------------- | --------------------------------- | --- | ------------------------------------- |
| 2015年3月4日   | ACTORS - Deluxe Duet Edition -    | 鑑香水月 秋月甲斐 芦原倖乎 飯盛駆 一乗谷羚 魚津鯆澄 臼杵鷲帆 円城寺三毛 小田原牧 葛野大路颯馬 清洲鷹翌 五月女燎 高天神一兎 七尾士狼 花隈竜之介 丸目千熊 光司陽太 | QWCE-410                              |
| 2015年6月17日  | ACTORS - Drama Edition - [EAST]   | 鑑香水月 秋月甲斐 芦原倖乎 魚津鯆澄 円城寺三毛 五月女燎 志戸穂 高天神一兎 鳴子郁 湯山靖隼                                                                        | QWCE-474                              |
| 2015年7月15日  | ACTORS - Drama Edition - [WEST]   | 麻布汐 飯盛駆 一乗谷羚 臼杵鷲帆 小田原牧 葛野大路颯馬 清洲鷹翌 長野影虎 七尾士狼 花隈竜之介 丸目千熊 光司陽太                                                    | QWCE-482                              |
| 2015年9月16日  | ACTORS - Songs Collection -       | 高天神一兎 葛野大路颯馬 麻布汐 七尾士狼 鳴子郁 丸目千熊 湯山靖隼                                                                                                 | QWCE-508                              |
| 2017年3月15日  | ACTORS - Deluxe Delight Edition - | 鑑香水月 麻布汐 飯盛駆 小田原牧 葛野大路颯馬 霧山一 五本松大 五月女燎 志戸穂 高天神一兎 七尾士狼 東本桂士 丸目千熊 光司陽太                                      | QWCE-629                              |
| 2017年12月20日 | ACTORS - Songs Collection2 -      | 光司陽太 一乗谷羚 円城寺三毛 柴島犾 二条佑斗 二条佐斗流 宇和島麒平 東本桂士                                                                                      | QWCE-664                              |
| 2019年7月17日  | ACTORS 5th Anniversary Edition    | 円城寺三毛 光司陽太 芦原倖乎 湯山靖隼 魚津鯆澄 鳴子郁 花隈竜之介 清洲鷹翌 七尾士狼 一乗谷羚 飯盛駆 丸目千熊 高天神一兎 麻布汐 小田原牧 臼杵鷲帆                  | QWCE-744（豪華盤） QWCE-745（通常盤） |
| 2021年1月6日   | ACTORS - Deluxe Dream Edition -   | 高天神一兎 往田詩 魚津鯆澄 飯盛駆 光司陽太 東本桂士 音之宮朔 麻布汐 鑑香水月 秋月甲斐 二条佑斗 二条佐斗流 霧山一 宇和島麒平 円城寺三毛 丸目千熊                  | PCCA-01951                            |

### ミュージック・シチュエーションCD
| 発売日         | タイトル                              | 出演キャラクター | 規格品番 |
| -------------- | ------------------------------------- | ---------------- | -------- |
| 2014年9月17日  | 吉原ラメント 〜男遊郭に咲いた恋〜     | 円城寺三毛       | QWCE-384 |
| 2014年10月15日 | ヴェノマニア公の狂気 〜君ト見ル迷夢〜 | 葛野大路颯馬     | QWCE-388 |
| 2014年11月19日 | 威風堂々 〜Hello,Darling〜            | 鑑香水月         | QWCE-397 |
| 2017年1月18日  | 永遠花火 〜一途な想い、導く光〜       | 鳴子郁           | QWCE-613 |
| 2017年2月15日  | ELECT 〜Dance Connect〜               | 七尾士狼         | QWCE-614 |
| 2017年3月15日  | About me 〜I say love…you?〜          | 飯盛駆           | QWCE-615 |

### TVアニメ『ACTORS -Songs Connection-』関連CD
| 発売日         | タイトル                              | 出演キャラクター                  | 規格品番   |
| -------------- | ------------------------------------- | --------------------------------- | ---------- |
| 2019年10月30日 | オープニングテーマ「ティターニア」    | サクタスケ                        | QWCE-757   |
| 2019年10月30日 | エンディングテーマ「INAZUMA SHOCK」   | サクタスケ 考古学部 歌唱部        | QWCE-758   |
| 2019年11月6日  | キャラクターソング Vol.1 音之宮朔     | 音之宮朔                          | QWCE-759   |
| 2019年11月6日  | キャラクターソング Vol.2 秋月甲斐     | 秋月甲斐                          | QWCE-760   |
| 2019年11月6日  | キャラクターソング Vol.3 光司陽太     | 光司陽太                          | QWCE-761   |
| 2019年11月20日 | キャラクターソング Vol.4 神樂蒼介     | 神樂蒼介 往田詩                   | QWCE-762   |
| 2019年11月20日 | キャラクターソング Vol.5 丸目千熊     | 丸目千熊 志戸穂                   | QWCE-763   |
| 2019年11月20日 | キャラクターソング Vol.6 往田詩       | 音之宮朔 神樂蒼介 往田詩          | QWCE-764   |
| 2019年12月18日 | キャラクターソング Vol.7 円城寺三毛   | 円城寺三毛                        | QWCE-765   |
| 2019年12月18日 | キャラクターソング Vol.8 葛野大路颯馬 | 葛野大路颯馬 五月女燎             | QWCE-766   |
| 2019年12月18日 | キャラクターソング Vol.9 五月女燎     | 五月女燎 葛野大路颯馬             | QWCE-767   |
| 2020年1月8日   | キャラクターソング Vol.10 鑑香水月    | 鑑香水月                          | QWCE-768   |
| 2020年1月8日   | キャラクターソング Vol.11 東本桂士    | 東本桂士                          | QWCE-769   |
| 2020年1月8日   | キャラクターソング Vol.12 Duet Songs  | 神樂蒼介 往田詩 音之宮朔 光司陽太 | QWCE-770   |
| 2020年1月22日  | Original Soundtrack                   |                                   | PCCA-04882 |

## コミック
ビーズログCHEEK（pixivコミック）で『ACTORS4コマ』が2016年8月31日から連載中。デフォルメされたキャラクターによる４コマ漫画。

## テレビアニメ
2019年10月から12月までTOKYO MXほかにて『ACTORS -Songs Connection-』（アクターズ ソングス コネクション）のタイトルで放送された。アニメーション制作のドライブは、本作が初の30分枠かつ単一作品全話の元請制作となる。

### スタッフ
- 原作 - EXIT TUNES[4]
- キャラクター原案 - めか[4]
- 監督・シリーズ構成 - ヤマサキオサム[4][./ACTORS#cite_note-スタッフ&キャスト-4 [4]]
- キャラクターデザイン - 西田亜沙子[4]
- プロップデザイン - 澤村享
- 美術監督 - 羽根広舟[4]
- 色彩設計 - 庄司詩織[4]
- 撮影監督 - 山田紗弓
- 3D監督 - 栗林裕紀[4]
- 撮影 - EXPLOSION[4]
- 編集 - 柳圭介
- 音響監督 - 長崎行男[4]
- 音楽 - 木村秀彬[4]、大隅知宇[4]、堤博明[4]
- 音楽制作 - ポニーキャニオン
- 音楽プロデューサー - 末田裕美、高畑裕一郎
- プロデューサー - 末田裕美、荻原麻衣、黄雪萱、工藤雅世、金子広孝
- アニメーションプロデューサー - 宮腰徹
- アニメーション制作 - Drive[4]
- 製作 - スライヴセントラル運営局[4]

### 主題歌

#### OP・ED
「ティターニア」
音之宮朔（梶原岳人）、神樂蒼介（浦田わたる）、往田詩（保住有哉）からなる「サクタスケ」によるオープニングテーマ。作詞・作曲はヨシダタクミ、編曲はアオヤマイクミ。
「INAZUMA SHOCK」
エンディングテーマ。作詞は高瀬愛虹、作曲・編曲は要田健。
エンディングテーマとしては、サクタスケによる「サクタスケ Ver.」、丸目千熊（木村昴）、円城寺三毛（小野友樹）、秋月甲斐（江口拓也）からなる考古学部による「考古学部 Ver.」、鑑香水月（野島健児）、五月女燎（坪井智浩）、葛野大路颯馬（置鮎龍太郎）、光司陽太（保志総一朗）からなる歌唱部による「歌唱部 Ver.」が使用された。第12話では3バージョンの歌唱者および天翔学園生徒一同が参加したバージョンが使用された。
「ときのねいろ〜天翔学園校歌〜」（第12話）
第12話エンディングテーマ。作詞・作曲・編曲はふわりP、歌は天翔学園生徒・教師一同。

#### 挿入歌・劇中歌
「Cloudy day」
第1話で使用。作詞・作曲・編曲は大畑拓也、歌は音之宮朔（梶原岳人）。
「風待ちハローワールド」
第2話で使用。作詞はかなき、作曲はadd9、編曲は隠田遼平、歌は秋月甲斐（江口拓也）。
「非公開日誌」
第3、8話で使用。作詞・作曲はみきとP、編曲はHoneyComeBear、歌は光司陽太（保志総一朗、第3話）、往田詩（保住有哉、第8話）。
「偶像パラダイム」
第4話で使用。作詞・作曲は八木篤史、編曲は賀佐泰洋、歌は神樂蒼介（浦田わたる）、往田詩（保住有哉）。
「リモコン」
第5話で使用。作詞・作曲はじーざす、編曲はFunta7、歌は丸目千熊（木村昴）、志戸穂（高橋直純）。
「START!」
第6、10、11話で使用。作詞・作曲はヨシダタクミ、編曲は中島生也、歌はサクタスケ。
「吉原ラメント」
第7話で使用。作詞・作曲は亜沙、編曲はFunta7、歌は円城寺三毛（小野友樹）。
「Answer」
第8話で使用。作詞は和田アヤナ、作曲・編曲は津波幸平、歌は音之宮朔（梶原岳人）、光司陽太（保志総一朗）。
「モノローグ・モノローグ」
第9話で使用。作詞・作曲・編曲はHAMA-kgn、歌は五月女燎（坪井智浩）、葛野大路颯馬（置鮎龍太郎）。
「ときのねいろ〜天翔学園校歌〜」
第9話で使用。作詞・作曲・編曲はふわりP、歌は鑑香水月（野島健児）、光司陽太（保志総一朗）。
「虎視眈々」
第10話で使用。作詞・作曲は梅とら、編曲は梅堀淳、歌は鑑香水月（野島健児）。
「心臓デモクラシー」
第11話で使用。作詞・作曲はみきとP、編曲は隠田遼平、歌は東本桂士（杉山紀彰）。
「ティターニア」
第12話で使用。作詞・作曲はヨシダタクミ、編曲はアオヤマイクミ、歌はサクタスケ。

### 各話リスト
| 話数   | サブタイトル | 脚本           | 絵コンテ                | 演出                 | 作画監督                                                         | 総作画監督          |
| ------ | ------------ | -------------- | ----------------------- | -------------------- | ---------------------------------------------------------------- | ------------------- |
| 第1話  | Adagio       | ヤマサキオサム | ヤマサキオサム          | 安藤健               | 吉田和香子 素麺義之 松尾真彦 徳田夢之介 白井伸明 川添亜希子      | 西田亜沙子          |
| 第2話  | con brio     | 鈴木やすゆき   | そ〜とめこういちろう    | 牧野友映             | 清水勝祐 今里佳子 青野厚司 中村和代 徳田夢之介                   | 前澤弘美            |
| 第3話  | dolente      | 広田光毅       | 石平信司                | 渡辺正彦             | 興村忠美 小野晃 田中みどり 水野友美子                            | 中本尚              |
| 第4話  | abandone     | 笹野恵         | 山崎みつえ              | 安藤貴史             | 上西麻耶 亀田朋幸 川添亜希子 山村俊了 吉田和香子                 | 前澤弘美 中本尚     |
| 第5話  | traumend     | ヤマサキオサム | 高本宣弘                | 愛敬亮太             | 金澤龍                                                           | 西田亜沙子          |
| 第6話  | appassionato | 鈴木やすゆき   | そ〜とめこういちろう    | そ〜とめこういちろう | 中村和代 亀田朋幸 伊藤智子 今里佳子 上西麻耶 白井伸明 児玉侑希恵 | 前澤弘美            |
| 第7話  | stravagante  | 広田光毅       | 中山岳洋                | 渡辺正彦             | 興村忠美 小野晃 田中みどり 水野友美子                            | 徳田夢之介          |
| 第8話  | concerto     | 鈴木やすゆき   | 名村英敏                | 安藤健               | 徳田夢之介 青野厚司 大塚八愛 亀田朋幸                            | 前澤弘美 徳田夢之介 |
| 第9話  | agitato      | 笹野恵         | 名村英敏                | 曽根利幸             | 今里佳子 上西麻耶 清水勝祐 高野菜央 山村俊了                     | 西田亜沙子 前澤弘美 |
| 第10話 | piu mosso    | 広田光毅       | 名村英敏                | 渡辺正彦             | SONG JIN-YEONG AN SUK                                            | 前澤弘美 川添亜希子 |
| 第11話 | decisivo     | 笹野恵         | 名村英敏                | 曽根利幸             | 大塚八愛 清水勝祐 川添亜希子 素麺義之 上西麻耶 徳田夢之介        | 前澤弘美            |
| 第12話 | piacere      | ヤマサキオサム | ヤマサキオサム 石平信司 | ヤマサキオサム       | 油布京子 川添亜希子 山村俊了 中本尚 清水勝祐 青野厚司 亀谷響子   | 西田亜沙子 前澤弘美 |

### 放送局
| 放送期間                 | 放送時間               | 放送局   | 対象地域 | 備考                                            |
| ------------------------ | ---------------------- | -------- | -------- | ----------------------------------------------- |
| 2019年10月6日 - 12月22日 | 日曜 23:30 - 月曜 0:00 | TOKYO MX | 東京都   | 製作参加                                        |
|                          |                        | BS日テレ | 日本全域 | 製作参加 / BS/BS4K放送 / 『アニメにむちゅ〜』枠 |
|                          |                        | AT-X     | 日本全域 | 製作参加 / CS放送 / リピート放送あり            |

| 配信期間                 | 配信時間        | 配信サイト                                                                                               |
| ------------------------ | --------------- | --- |
| 2019年10月7日 - 12月23日 | 月曜 12:00 更新 | dアニメストア ニコニコチャンネル GYAO! バンダイチャンネル VideoMarket DMM.com FOD ひかりTV U-NEXT 楽天TV |
|                          | 月曜 23:00 更新 | ニコニコ生放送                                                                                           |
|                          | 未定            | アニメ放題 Amazonビデオ                                                                                  |
| 2019年10月8日 - 12月24日 | 火曜 0:00 更新  | J:COMオンデマンド ビデオパス                                                                             |
|                          | 火曜 2:00 更新  | AbemaTV                                                                                                  |

### BD / DVD
| 巻 | 発売日         | 収録話          | 規格品番   | 規格品番   |
| 巻 | 発売日         | 収録話          | BD         | DVD        |
| -- | -------------- | --------------- | ---------- | ---------- |
| 1  | 2019年12月18日 | 第1話 - 第3話   | PCXG-50711 | PCBG-53351 |
| 2  | 2020年1月15日  | 第4話 - 第6話   | PCXG-50712 | PCBG-53352 |
| 3  | 2020年2月19日  | 第7話 - 第9話   | PCXG-50713 | PCBG-53353 |
| 4  | 2020年3月18日  | 第10話 - 第12話 | PCXG-50714 | PCBG-53354 |

### Webラジオ
音之宮朔役の梶原岳人、神樂蒼介役の浦田わたる、往田詩役の保住有哉によるWebラジオ『ACTORS-ラジオ配信してみた！-』が、2019年9月30日より音泉にて毎週月曜に配信。
ゲスト
- 第05回：置鮎龍太郎（葛野大路颯馬 役）
- 第10回：保志総一朗（光司陽太 役）